# Ecco il film dei Muppet
Ecco il film dei Muppet (The Muppet Movie) è un film del 1979 diretto da James Frawley.
Reintitolato Tutti a Hollywood coi Muppet a partire dal 1994, è il primo di una serie di lungometraggi live-action musicali con protagonisti i Muppet di Jim Henson. Il film fu prodotto dalla Henson Associates e dalla ITC Entertainment. In America uscì tra la terza e la quarta stagione del Muppet Show e racconta la storia delle origini dei Muppet, mentre Kermit la rana intraprende un viaggio per arrivare a Hollywood, incontrando molti dei Muppet - che condividono tutti la stessa ambizione di trovare successo nel mondo dello spettacolo professionale - lungo la strada mentre sono perseguitati da Doc Hopper, un avido ristoratore con l'intenzione di assumere Kermit come portavoce per la sua attività di cosce di rana. Il film è dedicato a Edgar Bergen, che morì durante la produzione. 
Notevole per il suo umorismo surreale, i meta-riferimenti e l'uso prolifico dei cameo, è stato distribuito da Associated Film Distribution nel Regno Unito il 31 maggio 1979 e negli Stati Uniti il 22 giugno 1979, e ha ricevuto elogi dalla critica, di cui due candidature all'Oscar per la colonna sonora e la canzone. Il successo del film ha portato a molti altri lungometraggi e serie televisive con protagonisti i Muppet su diversi media.
Nel 2009 è stato scelto per essere conservato nel National Film Registry della Biblioteca del Congresso degli Stati Uniti.

## Trama
La storia si apre con i Muppet seduti in una sala cinematografica per guardare un film in proiezione privata, non solo per un provino, ma come pastiche di come si sono incontrati tutti. 
Il film inizia così: Kermit la rana vive una vita semplice in una palude della Florida ed è dotato di un talento naturale per il canto, il ballo e le battute. Un giorno, suona il suo banjo e canta Rainbow Connection. Viene avvicinato da Bernie, un agente di talento che incoraggia Kermit a intraprendere una carriera nel mondo dello spettacolo. Ispirato dall'idea di "rendere felici milioni di persone", Kermit parte per un viaggio attraverso il paese a Hollywood. 
Durante il viaggio, Kermit incontra il simpatico orso Fozzie, che stava lavorando come uno sfortunato Stand-up comedian in uno squallido bar. Kermit invita Fozzie nel suo viaggio. I due partono con la Studebaker del 1951 di Fozzie, ma vengono presto inseguiti dal magnate della ristorazione Doc Hopper e dal suo assistente Max nel tentativo di Hopper di convincere Kermit a essere il nuovo testimonial della catena di ristoranti di zampe di rana fritte di Hopper. Inorridito, Kermit rifiuta gentilmente e lui e Fozzie se ne vanno. Non volendo accettare il rifiuto di Kermit, Hopper ricorre a mezzi di persuasione sempre più forti. In una vecchia chiesa, Kermit e Fozzie incontrano la rock band Dr. Denti e gli Electric Mayhem e il manager della band Scooter, che li aiutano a camuffare la loro auto. Guidando, si incontrano e vengono raggiunti da Gonzo e dalla sua fidanzata Camilla, anch'essi interessati a diventare star del cinema. Scambiano il loro veicolo guasto in un parcheggio di auto usate, dove incontrano Sweetums. Invitano Sweetums a venire con loro, ma lui sembra scappare. Gli altri si allontanano, mentre Sweetums cerca di raggiungerli e rivela che era andato solo a fare la valigia.
Il gruppo arriva ad una fiera dove incontra Miss Piggy, vincitrice di un concorso di bellezza, e tra lei e Kermit è amore a prima vista. Quando Kermit e Miss Piggy si incontrano quella sera per una cena romantica, Hopper e Max si avvicinano di soppiatto e rapiscono Miss Piggy come esca per attirare Kermit. Quando anche Kermit viene catturato, lo scienziato pazzo Professor Krassman cerca di fare un terrificante lavaggio del cervello a Kermit affinché si esibisca nelle pubblicità di Hopper, ma una furiosa Miss Piggy mette fuori combattimento gli scagnozzi di Hopper e fa fare il lavaggio del cervello a Krassman con il suo stesso dispositivo. Tuttavia, subito dopo il combattimento e il salvataggio di Kermit, Miss Piggy riceve un'offerta di lavoro e abbandona prontamente un Kermit devastato.
Insieme a Rowlf e riuniti con Miss Piggy lungo la strada, i Muppet continuano il loro viaggio verso Hollywood, ma la loro automobile si guasta nel deserto. Seduto a un falò, il gruppo si rende tristemente conto che probabilmente perderanno l'audizione il giorno successivo. Kermit si allontana, vergognandosi di aver portato i suoi amici in un viaggio infruttuoso, ma qualche riflessione personale ripristina il suo impegno. Ritorna al campo, dove scopre che gli Electric Mayhem sono venuti in loro aiuto, dopo aver appreso della loro situazione leggendo in anticipo la sceneggiatura del film. I Mayhem si offrono di guidare l'intero gruppo per il resto della strada nel loro pullman.
Il gruppo viene avvertito da un Max riformato che Hopper ha ingaggiato un sicario per uccidere Kermit. Kermit decide di affrontare il suo persecutore e propone una resa dei conti in stile western in una vicina città fantasma. Lì trovano l'inventore Dott. Bunsen Honeydew e il suo assistente Beaker. Kermit affronta Hopper con un appello alle speranze e ai sogni di Hopper, ma Hopper è impassibile e ordina ai suoi scagnozzi di uccidere Kermit e i suoi amici. Vengono salvati quando il batterista Animal (avendo mangiato delle pillole inventate da Honeydew che ingigantiscono temporaneamente) spaventa Hopper e i suoi scagnozzi per sempre.
Una volta che i Muppet raggiungono lo studio di Hollywood, incontrano finalmente il dirigente dello studio Lew Lord, che firma ai Muppet un "contratto per diventare 'ricchi e famosi'". La prima ripresa nel loro tentativo di eseguire la sceneggiatura va storta quando Gonzo si schianta contro l'arcobaleno di scena e un'esplosione fa un buco nel tetto dello studio. Un arcobaleno brilla attraverso il buco e sui Muppet. Insieme ad altri personaggi, i Muppet cantano tutti insieme.
Sweetums quindi attraversa lo schermo in sala, concludendo il film e raggiungendo il resto della troupe mentre si congratulano a vicenda per le loro esibizioni.

## Produzione

### Sviluppo
Dopo che gli incassi dei Muppet crebbero grazie al successo del Muppet Show, a Lew Grade venne chiesto di finanziare la produzione del film. Egli accettò e firmò l'accordo con la sua società ITC Entertainment. 
James Frawley venne ingaggiato per dirigere il film a causa della sua capacità di affrontare le sfide imposte dalle riprese, e si recò a Londra per incontrare Jim Henson. Preoccupato che i Muppet non si sarebbero integrati bene nella vita reale, Henson volò a Los Angeles e, insieme a Frank Oz, filmò un test di prova per vedere come i personaggi sarebbero apparsi in luoghi reali. Durante le prove di ripresa, una mucca fu portata vicino a Fozzie per un'inaspettata visione posteriore del confronto tra il pelo finto e quello naturale. 
Per il resto del mese, Henson condusse riunioni aziendali e partecipò a eventi familiari a New York, prima di volare nuovamente a Los Angeles il 3 luglio 1978 per iniziare le riprese del film.

### Riprese
Le riprese  iniziarono il 5 luglio 1978 e proseguirono per 87 giorni durante l'estate e l'autunno di quell'anno. Ogni minuto richiedeva un giorno di riprese. Le location comprendevano Albuquerque, New Mexico e varie zone di Los Angeles e della California settentrionale, compresa la San Fernando Valley. Le riprese degli interni vennero effettuate presso gli studi della CBS-MTM. Tutti i set furono rialzati per consentire ai burattinai di esibirsi. 
Austin Pendleton ha ricordato che il film è stato girato su "un set molto infelice, perché Jim [Frawley] era molto infelice nel dirigere quel film. E ho notato che è stata l'unica volta che i Muppet hanno usato una persona esterna per dirigere un film dei Muppet. Non lo fecero mai più. Dopo di allora, si trattava di Jim Henson o di Frank Oz. Mi sarebbe piaciuto partecipare a uno di questi, perché i set erano molto armoniosi. Ma questo non lo era".
Diverse inquadrature richiedevano che i Muppet stessero in piedi e recitassero in un'inquadratura a corpo intero. Per interpretare Kermit seduto su un tronco, Henson si infilò in un contenitore metallico appositamente progettato, completo di un tubo dell'aria (per respirare), di un manicotto di gomma che usciva dalla parte superiore per interpretare Kermit e di un monitor per vedere la sua performance, e si posizionò sotto l'acqua, il tronco e il pupazzo di Kermit. In questa operazione fu assistito da Kathryn Mullen e Steve Whitmire. Durante le pause, a Henson venivano date tazze di tè freddo attraverso il manicotto di gomma, poiché non poteva uscire facilmente dalla vasca; i soccorritori dovevano stare accanto alla vasca per tirare fuori Henson se questa perdeva o se l'alimentazione dell'aria aveva difficoltà. La scena ha richiesto cinque giorni di riprese. 
Per fare in modo che Kermit guidasse una bicicletta in un'inquadratura a corpo intero, un pupazzo di Kermit con le gambe venne messo in posa sul sedile e le sue gambe e braccia sono state attaccate ai pedali e al manubrio. Un carroponte con un sistema di marionette teneva la bicicletta attraverso robuste corde invisibili alla macchina da presa, guidandola in avanti. La gru e il sistema erano fuori dall'inquadratura della macchina da presa. 
Marionette appositamente realizzate e controllate a distanza erano collocate sul set e controllate da burattinai fuori dall'inquadratura. Un Kermit e un Fozzie danzanti vennero manovrati da Henson e Oz davanti a uno schermo blu, e composti su una bobina separata del palcoscenico. Per le scene in cui Fozzie guidava una Studebaker, nella macchina vennero inseriti cavi, monitor televisivi, burattinai e i loro Muppet; un nano si sedeva nel bagagliaio e lo controllava tramite telecomando, controllando da un monitor televisivo mostrava ciò che si prospettava.
La ripresa conclusiva di Rainbow Connection vide la presenza di oltre 250 personaggi, praticamente tutti i Muppet creati fino a quel momento. Prima della giornata di riprese, Henson diede agli entusiasti partecipanti una lezione sull'arte della marionetta cinematografica. La scena coinvolgeva 150 burattinai che si esibivano in una fossa profonda 6 metri e larga 17.
Nel settembre 1978, Edgar Bergen, idolo di Henson, che appare in un cameo, morì poco dopo aver completato le sue scene. La famiglia chiese a Henson di dire qualche parola con Kermit per il servizio funebre. Henson accettò e partecipò al servizio funebre di Bergen per il suo discorso, dedicando poi il film alla sua memoria.

### Musica
Le musiche e le canzoni del film sono opera di Paul Williams e Kenneth Ascher. Riguardo alla composizione delle musiche, Williams ha dichiarato: "Jim Henson ti dava più libertà [creativa] di chiunque altro abbia mai lavorato in vita mia. Gli ho detto: "Vuoi sentire le canzoni mentre le scriviamo?". Lui ha detto: 'No. Le sentirò in studio. So che mi piaceranno". Non si ottiene questo tipo di libertà in un progetto al giorno d'oggi." "Never Before, Never Again" era originariamente cantata da Johnny Mathis, ma venne poi data a Miss Piggy perché Henson pensò sarebbe stato più divertente.
"Movin' Right Along", "Never Before, Never Again" e "I Hope That Somethin' Better Comes Along" sono state accorciate nel film, rispetto alle versioni della colonna sonora, per motivi di continuità. Quest'ultima (un duetto tra Rowlf e Kermit), conteneva riferimenti che lo studio considerava troppo maturi per i bambini, anche se la canzone appariva completa nelle versioni britanniche del debutto nelle sale e in home video.

## Distribuzione
Ecco il film dei Muppet ha avuto una prima reale al Leicester Square Theatre di Londra il 31 maggio 1979, alla presenza della Principessa Anna. È uscito negli Stati Uniti il 22 giugno 1979.

## Accoglienza

### Incassi
Nei suoi primi sei giorni al Leicester Square Theatre, ha incassato $ 31.884. Il film avrebbe poi guadagnato oltre $ 65 milioni negli Stati Uniti e in Canada, restituendo $ 32 milioni in affitti al botteghino. Fin dalla sua uscita, è stato il film di marionette con il maggior incasso fino all'uscita de I Muppet nel 2011.

### Critica
Gene Siskel del Chicago Tribune ha dato al film tre stelle e mezzo su quattro e lo ha definito "sicuramente uno dei film più divertenti dell'estate", che "fa un ottimo lavoro nel cercare di essere tutto per tutte le persone. Il che non è facile lavoro." Charles Champlin del Los Angeles Times ha scritto: "come ci si potrebbe ben aspettare, è alla moda, divertente, tecnicamente ingegnoso, in rapido movimento, melodioso, riccamente prodotto, contemporaneo e ugualmente e assolutamente seducente per adulti e piccole persone".
Ecco il film dei Muppet detiene attualmente su Rotten Tomatoes un punteggio di approvazione dell'88% con un punteggio medio di 8,00/10, basato su 50 recensioni. Il consenso del sito dice "The Muppet Movie, il debutto sul grande schermo delle creazioni di peluche di Jim Henson, è intelligente, spensierato e divertente per tutte le età".

## Riconoscimenti
- 1980 - Premio Oscar
  - Candidatura migliore colonna sonora (adattamento con canzoni originali) a Paul Williams e Kenny Ascher
  - Candidatura migliore canzone (Rainbow Connection) a Paul Williams e Kenny Ascher
- 1980 - Golden Globe
  - Candidatura migliore canzone originale (Rainbow Connection) a Paul Williams e Kenny Ascher
- 1980 - Saturn Award
  - Miglior film fantasy
  - Candidatura migliore sceneggiatura a Jerry Juhl e Jack Burns
  - Candidatura migliori effetti speciali a Robbie Knott
  - Candidatura miglior colonna sonora a Paul Williams